# 서동시집 관현악단
서동시집 관현악단(West-Eastern Divan Orchestra)은 스페인의 세비야를 거점으로 하고 있는 청소년 관현악단으로, 레바논과 시리아, 요르단, 이란, 이스라엘, 이집트, 쿠웨이트, 팔레스타인 등 중동 지역과 스페인의 청소년 연주자들이 단원으로 활동하고 있다. 1999년에 아르헨티나 태생의 유태인 피아니스트 겸 지휘자 다니엘 바렌보임과 팔레스타인 태생의 미국 영문학자 에드워드 사이드가 공동으로 창단했으며, 같은 해 독일의 바이마르에서 첫 리허설과 오디션, 워크숍을 개최했다.
악단 명칭은 괴테가 페르시아 시인 하피즈의 번역시를 읽고 감명받아 집필했다는 '서동시집(Westöstlicher Divan)'에서 따왔으며, 중동 지역의 젊고 유망한 연주자들을 양성함과 동시에 심각한 문제로 남아 있는 아랍-이스라엘 분쟁의 평화적인 해결을 모색한다는 것이 창단 의도로 발표되었다. 이에 따라 연주회는 이스라엘과 아랍 국가들을 위시해 전 세계를 돌며 진행하고 있으며, 수석 주자나 독주자의 경우에도 아랍인과 유태인 연주자를 골고루 배분해 기용·초빙하고 있다.
2002년에는 스페인의 안달루시아 지방 정부와 악단 운영을 지원하는 사설 재단들이 지원금을 모아 세비야에 활동 거점을 마련했으며, 2009년 현재까지 상주하고 있다. 2년 뒤인 2004년에는 역시 세비야를 거점으로 창단자들의 이름을 딴 바렌보임-사이드 재단이 설립되었고, 악단 운영과 관현악 활동 강습회, 팔레스타인 청소년들을 위한 음악 교육 운동, 세비야 유소년 음악교육 계획 등의 사업을 후원하고 있다.
CD와 DVD는 전속사인 텔덱을 비롯해 유로아츠 등에서 제작되고 있으며, 악단 활동상을 담은 다큐멘터리도 DVD와 함께 발매되고 있다. 창단 이래 200명 이상의 청소년 음악인들이 악단을 거쳐갔으며, 퇴단 후에도 모국의 음악원 등 음악교육 기관의 강사나 관현악단의 단원으로 활동하고 있다.

## CD/DVD 목록
CD
- 차이콥스키: 교향곡 제5번, 베르디: 오페라 '운명의 힘' 서곡 (텔덱. 2005)
- 모차르트: 오보에, 클라리넷, 호른과 바순을 위한 협주교향곡 (의심작), 베토벤: 교향곡 제5번 외 (텔덱. 2005)
- 베토벤: 교향곡 제9번 (텔덱. 2006)

DVD
- 제네바 콘서트-차이콥스키: 교향곡 제5번, 베르디: 오페라 '운명의 힘' 서곡 (텔덱/유로아츠. 2005)

(수록곡이 동일한 상기 CD와 합본으로 발매됨. 다큐멘터리 'Lessons in Harmony' 가 특전으로 수록됨)
- 라말라 콘서트-모차르트: 오보에, 클라리넷, 호른과 바순을 위한 협주교향곡 (의심작), 베토벤: 교향곡 제5번 외 (텔덱. 2005)

(역시 수록곡 동일한 상기 CD와 같은 공연을 수록함. 다큐멘터리 'Knowledge is the Beginning' 이 특전으로 수록됨)
- 그라나다 콘서트-베토벤: 레오노레 서곡 제3번, 보테시니: 로시니 주제에 의한 환상곡 (분야 미치노리 편곡), 브람스: 교향곡 제1번 (유로아츠. 2007)
- 베를린 콘서트-베토벤: 레오노레 서곡 제3번, 교향곡 제9번 (메디치 아츠. 2009)

(베토벤 교향곡 제9번이 수록된 상기 CD와 같은 공연을 수록함. CD에서는 수록 시간 문제로 제외한 서곡 연주도 포함됨)